# 北之川親安
北之川 親安（きたのかわ ちかやす）は、戦国時代から安土桃山時代にかけての武将。伊予西園寺氏、長宗我部氏の家臣、伊予国三滝城主。紀氏の末裔で紀 親安と称されることもある。

## 略歴
西園寺十五将の一人に数えられる北之川通安の子として誕生。
父・通安と同じく西園寺氏に仕え、式部卿を称する。通安の時代は甲之森城を本拠にしていたが、親安の代に三滝城に本拠を移している。
後に長宗我部元親の侵攻を受け臣従。元親の娘婿である波川清宗の娘を妻に迎えたが、清宗は天正8年(1580年)に謀反を起こす。親安はこの謀反に加担していない旨を起請文にしたためるが、元親に「謀反加担は明白なのに起請文を寄越したからには起請の罰が与えられる」との強引な理由で、天正11年(1583年)、伊予に侵攻した久武親直に居城・三滝城を攻められ戦死した。
なおこの時に正親は岡豊城で斬殺されている。宗親は生き延びて姓を「紀」に改め、土佐国で庄屋紀家の祖となっている。

## 「じゃぼりの馬のあしあと」
親安が三滝城を枕に戦死する前、妻に暇乞いを出している(『惣川誌』ではこの妻の出自を「宇和郡領主西園寺の女」と記している)。その妻にまつわる伝説が、三滝城から北に離れた惣川村に残っている。
地元の伝承では鉢ヶ森城を「八ヶ森城」としているが、内容は同じである。
藤の内集落で状況に絶望した下人が自害し、妻はなおも天神集落(かつての惣川村の中心地)まで落ち延びたが常則に会える見込みが立たず、ここで自刃した(この「常則」が誰を指しているかは不明)。この時妻が乗っていた馬はさらに寺上集落まで進み、まだ火の消えていない八ヶ森城に飛び込んだとされている。
この馬が飛び立つときに出来たといわれる足跡が残った岩が今も寺上集落には残されており、小さな祠も建っている。